# Gneu Bebi Tàmfil
|  | Per a altres significats, vegeu «Gneu Bebi Tàmfil (pretor)». |

Gneu Bebi Tàmfil (en llatí: Cnaeus Baebius Tamphilus) va ser un magistrat romà. Formava part de la gens Bèbia, i era de la família dels Tàmfil.
Va ser tribú de la plebs l'any 204 aC i va portar a judici als censors sortints Marc Livi Salinator i Gai Claudi Neró per la manera irregular en què havien complert els deures del seu càrrec. Però el Senat, tot i que no estava content amb els acusats, el va obligar a retirar l'acusació pel principi de no responsabilitat dels censors.
L'any 199 aC va ser pretor i va rebre el comandament de les legions del cònsol de l'any anterior Gai Aureli Cotta que estaven estaciones a la rodalia d'Ariminium, amb instruccions d'esperar l'arribada del nou cònsol Luci Corneli Lèntul. Però Tàmfil, ansiós per obtenir glòria, va fer una incursió al país dels ínsubres i va ser derrotat amb fortes pèrdues. Quan va arribar Lèntul, li va ordenar abandonar la província i el va enviar a Roma en desgràcia. L'any 186 aC va ser un dels triumviri coloniae deducendae encarregats de fundar dues colònies i el 182 aC va ser cònsol amb Luci Emili Paul·le i junts van lluitar contra els lígurs amb èxit. A l'any següent va obtenir Ligúria com a procònsol.